# Herbert Ihering
Herbert Ihering (ur. 29 lutego 1888 w Springe, zm. 15 stycznia 1977 w Berlinie Zachodnim) – niemiecki krytyk teatralny i publicysta.

## Życiorys
W latach 1914–1918 był kierownikiem literackim „Volksbühne” w Wiedniu, 1918-1933 krytykiem teatralnego dziennika „Berliner Börsen-Courier” i współpracownikiem innych czasopism, m.in. „Die Volksbühne”. Występował jako rzecznik teatru społecznie zaangażowanego, popierał młodych lewicowych autorów (m.in. Brechta), polemizował z konserwatywnymi krytykami, zwłaszcza Kerrem. Po dojściu Hitlera do władzy, 1933-1941 był objęty zakazem działalności publicystycznej, a po wojnie współpracował z teatrami w Berlinie Zachodnim (1945-1954 był kierownikiem literackim Deutsches Theater) i czasopismami kulturalnymi NRD, m.in. „Sinn und Form”. Napisał wiele esejów, pism polemicznych (m.in. Der Kampf ums Theater 1922, Reinhardt, Jessner, Piscator oder der Klassikertod? 1929, Die getamte Reaktion 1930), portretów wybitnych niemieckich aktorów i reżyserów i recenzji teatralnych (zbiór Von Reinhardt bis Brecht t. 1-3 1958-1961) oraz książkę autobiograficzną Begegnungen mit Zeit und Menschen (1963).
W 1968 został laureatem Nagrody Heinricha Manna.